# Pselliophora perdecora
Pselliophora perdecora är en tvåvingeart som beskrevs av Alexander 1922. Pselliophora perdecora ingår i släktet Pselliophora och familjen storharkrankar. Inga underarter finns listade i Catalogue of Life.